# 170487 Mallder
170487 Mallder este o planetă minoră (asteroid) din centura de asteroizi. A fost descoperită pe 22 octombrie 2003 la Observatorul Național Kitt Peak de Marc Buie⁠(d). 
Obiectul prezintă o orbită caracterizată de o semiaxă mare de 2,4439355148514 UAi, o excentricitate de 0,1205579951846, o înclinație de 3,1965090428392 ° în raport cu ecliptica.